# Nejtemnější hodina
Nejtemnější hodina (v anglickém originále Darkest Hour) je britský válečný dramatický film z roku 2017. Režie se ujal Joe Wright a scénáře Anthony McCarten. Ve snímku hrají hlavní role Gary Oldman, Ben Mendelsohn, Kristin Scott Thomas, Lily James, Stephen Dillane a Ronald Pickup.
Film měl premiéru 1. září 2017 na Filmovém festivalu v Telluride a byl promítán na Mezinárodním filmovém festivalu v Torontu. V USA byl vydán 22. listopadu 2017, ve Spojeném království 29. prosince 2017 a v České republice 11. ledna 2018.

## Obsazení
- Gary Oldman jako Winston Churchill
- Ben Mendelsohn jako král Jiří VI.
- Kristin Scott Thomas jako Clementine Churchill
- Lily James jako Elizabeth Layton
- Ronald Pickup jako Neville Chamberlain
- Stephen Dillane jako Lord Halifax
- Nicholas Jones jako Sir John Simon
- Richard Lumsden jako generál Hastings Ismay
- Jeremy Child jako Lord Stanhope
- Samuel West jako Sir Anthony Eden

## Přijetí

### Tržby
Film vydělal 28,6 milionů dolarů v Severní Americe a 7,6 milionů dolarů v ostatních oblastech, celkově tak vydělal 36,2 milionů dolarů po celém světě. Rozpočet filmu činil 30 milionů dolarů. V Severní Americe byl uveden limitovaně 22. listopadu 2017, poté byl uveden do více kin dne 22. prosince 2017. Za prvních pět dní vydělal 175 tisíc dolarů ze 4 kin, po rozšíření vydělal za první víkend 3,9 milionů dolarů.

### Recenze
Na recenzní stránce Rotten Tomatoes získal z 178 započtených recenzí 85 procent s průměrným ratingem 7,4 bodů z deseti. Na serveru Metacritic snímek získal z 50 recenzí 75 bodů ze sta. Na Česko-Slovenské filmové databázi snímek získal 76 % (17. února 2023).

## Ocenění a nominace
| Ocenění                                        | Datum ceremoniálu | Kategorie                         | Nominovaný                                                      | Výsledek          |
| ---------------------------------------------- | ----------------- | --------------------------------- | --------------------------------------------------------------- | ----------------- |
| AACTA International Awards                     | 5. ledna 2018     | Nejlepší herec v hlavní roli      | Gary Oldman                                                     | vítězství         |
| AACTA International Awards                     | 5. ledna 2018     | Nejlepší herec ve vedlejší roli   | Ben Mendelsohn                                                  | nominace          |
| Alliance of Women Film Journalists             | 9. ledna 2018     | Nejlepší herec v hlavní roli      | Gary Oldman                                                     | vítězství         |
| Art Directors Guild Awards                     | 27. ledna 2018    | Výprava – periodický film         | Nejtemnější hodina                                              | nominace          |
| Austin Film Critics Association                | 8. ledna 2018     | Nejlepší herec v hlavní roli      | Gary Oldman                                                     | nominace          |
| Austin Film Critics Association                | 8. ledna 2018     | Nejlepší kamera                   | Bruno Delbonnel                                                 | nominace          |
| Critics' Choice Movie Awards                   | 11. ledna 2018    | Nejlepší snímek                   | Nejtemnější hodina                                              | nominace          |
| Critics' Choice Movie Awards                   | 11. ledna 2018    | Nejlepší herec v hlavní roli      | Gary Oldman                                                     | vítězství         |
| Critics' Choice Movie Awards                   | 11. ledna 2018    | Nejlepší masky                    | Nejtemnější hodina                                              | vítězství         |
| Critics' Choice Movie Awards                   | 11. ledna 2018    | Nejlepší skladatel                | Dario Marianelli                                                | nominace          |
| Dallas–Fort Worth Film Critics Association     | 13. prosince 2017 | Nejlepší film                     | Nejtemnější hodina                                              | 10. místo         |
| Dallas–Fort Worth Film Critics Association     | 13. prosince 2017 | Nejlepší herec v hlavní roli      | Gary Oldman                                                     | vítězství         |
| Denver Film Critics Society                    | 15. ledna 2018    | Nejlepší skladatel                | Dario Marianelli                                                | nominace          |
| Denver Film Critics Society                    | 15. ledna 2018    | Nejlepší herec v hlavní roli      | Gary Oldman                                                     | vítězství         |
| Detroit Film Critics Society                   | 7. prosince 2017  | Nejlepší herec v hlavní roli      | Gary Oldman                                                     | nominace          |
| Florida Film Critics Circle                    | 23. prosince 2017 | Nejlepší herec v hlavní roli      | Gary Oldman                                                     | 2. místo          |
| Filmová cena Britské akademie                  | 18. února 2018    | Nejlepší film                     | Nejtemnější hodina                                              | nominace          |
| Filmová cena Britské akademie                  | 18. února 2018    | Nejlepší herec v hlavní roli      | Gary Oldman                                                     | vítězství         |
| Filmová cena Britské akademie                  | 18. února 2018    | Nejlepší herečka ve vedlejší roli | Kristin Scott Thomas                                            | nominace          |
| Filmová cena Britské akademie                  | 18. února 2018    | Nejlepší kamera                   | Bruno Delbonnel                                                 | nominace          |
| Filmová cena Britské akademie                  | 18. února 2018    | Nejlepší britský film             | Nejtemnější hodina                                              | nominace          |
| Filmová cena Britské akademie                  | 18. února 2018    | Nejlepší filmová hudba            | Dario Marianelli                                                | nominace          |
| Filmová cena Britské akademie                  | 18. února 2018    | Nejlepší výprava                  | Sarah Greenwood a Katie Spencer                                 | nominace          |
| Filmová cena Britské akademie                  | 18. února 2018    | Nejlepší kostýmy                  | Jacqueline Durran                                               | nominace          |
| Filmová cena Britské akademie                  | 18. února 2018    | Nejlepší masky                    | David Malinowski, Ivana Primorac, Lucy Sibbick a Kazuhiro Tsuji | vítězství         |
| Georgia Film Critics Association               | 12. ledna 2018    | Nejlepší herec v hlavní roli      | Gary Oldman                                                     | nominace          |
| Georgia Film Critics Association               | 12. ledna 2018    | Nejlepší původní hudba            | Dario Marianelli                                                | nominace          |
| Hollywood Film Awards                          | 6. listopadu 2017 | Kariérní ocenění                  | Gary Oldman                                                     | vítězství         |
| Hollywood Film Awards                          | 6. listopadu 2017 | Nejlepší režie                    | Joe Wright                                                      | vítězství         |
| Hollywood Film Awards                          | 6. listopadu 2017 | Nejlepší kostýmy                  | Jacqueline Durran                                               | vítězství         |
| Chicago Film Critics Association               | 12. prosince 2017 | Nejlepší herec v hlavní roli      | Gary Oldman                                                     | nominace          |
| IGN Awards                                     | 19. prosince 2017 | Nejlepší film – drama             | Nejtemnější hodina                                              | nominace          |
| IGN Awards                                     | 19. prosince 2017 | Nejlepší herec v hlavní roli      | Gary Oldman                                                     | nominace          |
| Indiana Film Journalists Association           | 18. prosince 2017 | Nejlepší herec v hlavní roli      | Gary Oldman                                                     | 2. místo          |
| IndieWire Critic's Poll                        | 19. prosince 2017 | Nejlepší herec v hlavní roli      | Gary Oldman                                                     | 5. místo          |
| Iowa Film Critics Association                  | 9. ledna 2018     | Nejlepší herec v hlavní roli      | Gary Oldman                                                     | vítězství         |
| London Film Critics' Circle                    | 28. ledna 2018    | Nejlepší herec v hlavní roli      | Gary Oldman                                                     | vítězství         |
| London Film Critics' Circle                    | 28. ledna 2018    | Nejlepší britský/irský herec roku | Gary Oldman                                                     | nominace          |
| Make-Up Artists and Hair Stylists Guild Awards | 24. února 2018    | Nejlepší masky: periodický film   | Ivana Primorac a Flora Moody                                    | dosud nevyhlášeno |
| Make-Up Artists and Hair Stylists Guild Awards | 24. února 2018    | Nejlepší účesy: periodický film   | Ivana Primorac a Flora Moody                                    | dosud nevyhlášeno |
| Make-Up Artists and Hair Stylists Guild Awards | 24. února 2018    | Nejlepší masky: speciální efekty  | Kazuhiro Tsuji, David Malinowski a Lucy Sibbick                 | dosud nevyhlášeno |
| Mezinárodní filmový festival v Palm Springs    | 2. ledna 2018     | Nejlepší herec v hlavní roli      | Gary Oldman                                                     | vítězství         |
| New York Film Critics Online                   | 10. prosince 2017 | Nejlepší herec v hlavní roli      | Gary Oldman                                                     | vítězství         |
| North Carolina Film Critics Association        | 2. ledna 2018     | Nejlepší herec v hlavní roli      | Gary Oldman                                                     | vítězství         |
| North Texas Film Critics Association           | 12. ledna 2018    | Nejlepší režie                    | Joe Wright                                                      | nominace          |
| North Texas Film Critics Association           | 12. ledna 2018    | Nejlepší herec v hlavní roli      | Gary Oldman                                                     | vítězství         |
| North Texas Film Critics Association           | 12. ledna 2018    | Nejlepší herečka ve vedlejší roli | Kristin Scott Thomas                                            | nominace          |
| Online Film Critics Society                    | 28. prosince 2017 | Nejlepší herec v hlavní roli      | Gary Oldman                                                     | vítězství         |
| Oscar                                          | 4. března 2018    | Nejlepší film                     | Nejtemnější hodina                                              | nominace          |
| Oscar                                          | 4. března 2018    | Nejlepší herec v hlavní roli      | Gary Oldman                                                     | vítězství         |
| Oscar                                          | 4. března 2018    | Nejlepší kamera                   | Bruno Delbonnel                                                 | nominace          |
| Oscar                                          | 4. března 2018    | Nejlepší kostýmy                  | Jacqueline Durran                                               | nominace          |
| Oscar                                          | 4. března 2018    | Nejlepší masky                    | Kazuhiro Tsuji, David Malinowski a Lucy Sibbick                 | vítězství         |
| Oscar                                          | 4. března 2018    | Nejlepší výprava                  | Nathan Crowley, Gary Fettis                                     | nominace          |
| Phoenix Film Critics Society                   | 19. prosince 2017 | Nejlepší herec v hlavní roli      | Gary Oldman                                                     | vítězství         |
| Phoenix Critics Circle                         | 16. prosince 2017 | Nejlepší střih                    | Valerio Bonelli                                                 | nominace          |
| Phoenix Critics Circle                         | 16. prosince 2017 | Nejlepší herec v hlavní roli      | Gary Oldman                                                     | nominace          |
| San Diego Film Critics Society                 | 11. prosince 2017 | Nejlepší herec v hlavní roli      | Gary Oldman                                                     | nominace          |
| San Francisco Film Critics Circle              | 10. prosince 2017 | Nejlepší herec v hlavní roli      | Gary Oldman                                                     | nominace          |
| Satellite Awards                               | 10. února 2018    | Nejlepší herec v hlavní roli      | Gary Oldman                                                     | vítězství         |
| Satellite Awards                               | 10. února 2018    | Nejlepší kamera                   | Bruno Delbonnel                                                 | nominace          |
| Satellite Awards                               | 10. února 2018    | Nejlepší skladatel                | Dario Marianelli                                                | nominace          |
| Satellite Awards                               | 10. února 2018    | Nejlepší střih                    | Valerio Bonelli                                                 | nominace          |
| Satellite Awards                               | 10. února 2018    | Nejlepší zvuk                     | Nejtemnější hodina                                              | nominace          |
| Screen Actors Guild Award                      | 21. ledna 2018    | Nejlepší herec v hlavní roli      | Gary Oldman                                                     | vítězství         |
| Seattle Film Critics Society                   | 18. prosince 2017 | Nejlepší herec v hlavní roli      | Gary Oldman                                                     | nominace          |
| Seattle Film Critics Society                   | 18. prosince 2017 | Nejlepší kostýmy                  | Jacqueline Durran                                               | nominace          |
| Southeastern Film Critics Association          | 18. prosince 2017 | Nejlepší film                     | Nejtemnější hodina                                              | 9. místo          |
| Southeastern Film Critics Association          | 18. prosince 2017 | Nejlepší herec v hlavní roli      | Gary Oldman                                                     | vítězství         |
| St. Louis Film Critics Association             | 17. prosince 2017 | Nejlepší herec v hlavní roli      | Gary Oldman                                                     | vítězství         |
| St. Louis Film Critics Association             | 17. prosince 2017 | Nejlepší herečka ve vedlejší roli | Kristin Scott Thomas                                            | nominace          |
| St. Louis Film Critics Association             | 17. prosince 2017 | Nejlepší kamera                   | Bruno Delbonnel                                                 | nominace          |
| St. Louis Film Critics Association             | 17. prosince 2017 | Nejlepší střih                    | Valerio Bonelli                                                 | nominace          |
| Toronto Film Critics Association               | 10. prosince 2017 | Nejlepší herec v hlavní roli      | Gary Oldman                                                     | 2. místo          |
| Vancouver Film Critics Circle                  | 6. ledna 2018     | Nejlepší herec v hlavní roli      | Gary Oldman                                                     | nominace          |
| Washington D.C. Area Film Critics Association  | 8. prosince 2017  | Nejlepší herec v hlavní roli      | Gary Oldman                                                     | vítězství         |
| Women Film Critics Circle                      | 17. prosince 2017 | Nejlepší herec v hlavní roli      | Gary Oldman                                                     | vítězství         |
| Zlatý glóbus                                   | 7. ledna 2018     | Nejlepší herec v hlavní roli      | Gary Oldman                                                     | vítězství         |